# Раваль, Себастьян
Себастьян Раваль (исп. Sebastian Raval; 1550, Картахена, Мурсия, Испания — 1604, Палермо, Сицилия) — испанский композитор XVI века, автор вокальной и инструментальной музыки.

## Биография
Себастьян Раваль родился в Картахене, в Испании около 1550 года. Служил солдатом на испанском флоте во Фландрии и Сицилии. После ранения при осаде Маастрихта вступил в Орден Святого Иоанна Иерусалимского.
Переехал в Италию, где служил музыкантом при дворе Франческо Мария делла Ровере в Урбино и Бернардино ди Кардине, вице-короля Сицилии и у кардиналов Перрети и Колонна в Риме.
В Риме провозгласил себя «лучшим музыкантом в мире». Его заявление было оспорено музыкантами Джованни Мария Нанино и Франческо Сориано. На музыкальном турнире, на котором экспертами выступили другие музыканты, в обеих случаях победа была присвоена Себастьяну Равалю.
28 апреля 1595 года получил место капельмейстера вице-королевской капеллы испанского наместника в Палермо.
В Сицилии снова участвовал в музыкальном турнире с Акилле Фальконе, которому сначала проиграл, но после обжалования итогов конкурса, был объявлен победителем. После смерти Ахилла Фальконе в 1600 году, его отец, Антонио Фальконе, опубликовал материалы музыкального турнира — религиозные полифонические сочинения: каноны, песнопения, мадригалы, мотеты, как его сына, так и Себастьяна Раваля.
Себастьян Раваль умер в Палермо на Сицилии в 1604 году.
В 2004 году, в городе Картахена, родном городе композитора, была отдана дань уважения концертом по случаю 400 летия со дня его смерти. Солировал на этом концерте альтист Пере Рос.

## Сочинения
Себастьян Раваль является автором религиозных полифонических мадригалов и инструментальных произведений. Его наследие до сих пор изучено не достаточно. Большинство его работ ожидает музыковедческих исследований.

### Религиозная музыка
- Motectorum liber primus. 5 vv (Рим, 1593);
- Lamentationes Hieremiae Prophetae. 5 vv (Рим, 1594);
- Motecta Selecta organo Accomodata. 3-8 vv. org. (Палермо, 1600).

### Светская музыка
- Il Primo Libro de Madrigali. 5vv (Венеция, 1593);
- Il Pimo Libro di Canzonette. 4 VV (Венеция, 1593);
- Madrigali 3, 5, 8 vv (Рим, 1595);
- Il Primo Libro di Ricercari (Палермо, 1596);
- 2 Madrigals in «Infidi Lumi» (Палермо, 1603).